# Frankee
Frankee (* 9. Juni 1983 in Staten Island, New York City, als Nicole Francine Aiello) ist eine US-amerikanische R&B-Sängerin.

## Karriere
2004 nahm sie den Titel F.U.R.B (Fuck You Right Back) auf. Der Song basiert auf dem gleichen Arrangement wie Eamons Nummer-eins-Hit Fuck It (I Don't Want You Back). Der Text von Frankees Song ist eine Antwort auf seine harsche Abrechnung mit seiner Ex-Freundin. Sie behauptete, diese ehemalige Freundin des Sängers gewesen zu sein, was allerdings nicht der Wahrheit entsprach. Mit ihrer Single stieg Frankee am 22. Mai 2004 auf Platz 1 der britischen Charts ein. Bei ihrem ersten Album The Good, The Bad, The Ugly wurde sie von den Songwritern Makeba und Andre Deyo unterstützt. Die Produktion übernahmen The Trackmasters und Grammy-Gewinner Rich Harrison.
2006 wechselte sie zu Big Management und veröffentlichte im selben Jahr ihr zweites Album. Die daraus ausgekoppelte Single Watch Me war nur als Download verfügbar. Nachdem sich diese nicht in den Charts platzieren konnte, trennte sich das Plattenlabel von ihr.
Später arbeitete sie als Model.

## Diskografie

### Studioalben
| Jahr | Titel                       | Höchstplatzierung, Gesamtwochen, AuszeichnungChartsChartplatzierungen (Jahr, Titel, Platzierungen, Wochen, Auszeichnungen, Anmerkungen) | Anmerkungen                     |
| Jahr | Titel                       | UK | Anmerkungen                     |
| ---- | --------------------------- | --- | ------------------------------- |
| 2004 | The Good, the Bad, the Ugly | UK51 (2 Wo.)UK | Erstveröffentlichung: Juni 2004 |

### Singles
| Jahr | Titel Album                                                | Höchstplatzierung, Gesamtwochen, AuszeichnungChartplatzierungen (Jahr, Titel, Album, Platzierungen, Wochen, Auszeichnungen, Anmerkungen) | Höchstplatzierung, Gesamtwochen, AuszeichnungChartplatzierungen (Jahr, Titel, Album, Platzierungen, Wochen, Auszeichnungen, Anmerkungen) | Höchstplatzierung, Gesamtwochen, AuszeichnungChartplatzierungen (Jahr, Titel, Album, Platzierungen, Wochen, Auszeichnungen, Anmerkungen) | Höchstplatzierung, Gesamtwochen, AuszeichnungChartplatzierungen (Jahr, Titel, Album, Platzierungen, Wochen, Auszeichnungen, Anmerkungen) | Höchstplatzierung, Gesamtwochen, AuszeichnungChartplatzierungen (Jahr, Titel, Album, Platzierungen, Wochen, Auszeichnungen, Anmerkungen) | Anmerkungen                         |
| Jahr | Titel Album                                                | DE | AT | CH | UK | US | Anmerkungen                         |
| ---- | ---------------------------------------------------------- | --- | --- | --- | --- | --- | ----------------------------------- |
| 2004 | F.U.R.B. (Fuck You Right Back) The Good, the Bad, the Ugly | DE8 (9 Wo.)DE | AT14 (10 Wo.)AT | CH15 (16 Wo.)CH | UK1 Silber · (20 Wo.)UK | US63 (7 Wo.)US | Erstveröffentlichung: 15. März 2004 |

Weitere Singles
- 2004: How You Do
- 2006: Watch Me